# كاتي أوتينن
كاتي أوتينن (17 أوت 1961) (بالإنجليزية: Kati Outinen)‏ ممثلة فنلندية.

## أفلامها
- 2002, رجل دون ماضي[3]
- 2011, لو هافر

## مواقع خارجية
- كاتي أوتينن على موقع IMDb (الإنجليزية)
- كاتي أوتينن على موقع ألو سيني (الفرنسية)
- كاتي أوتينن على موقع ميوزك برينز (الإنجليزية)
- كاتي أوتينن على موقع أول موفي (الإنجليزية)
- كاتي أوتينن على موقع قاعدة بيانات الأفلام السويدية (السويدية)
- كاتي أوتينن على موقع ديسكوغز (الإنجليزية)
- كاتي أوتينن على موقع قاعدة بيانات الفيلم (الإنجليزية)
- كاتي أوتينن على موقع كينوبويسك (الروسية)